# Villa San Isidro (Río Negro)
Villa San Isidro es una localidad en el municipio de Campo Grande, departamento General Roca, provincia de Río Negro, Argentina. Se encuentra sobre la ruta provincial 69, 5 km al Sudoeste de la cabecera municipal Villa Manzano y a 1 km de la ruta nacional 151.
No tiene una fecha de fundación, pero se considera que la villa nació en 1948 cuando Francisco Tecles compró el primer lote en la zona urbana.

## Población
Contó con 607 habitantes (Indec, 2010), lo que representó un incremento del 5,2% frente a los 577 habitantes (Indec, 2001) del censo anterior.
 El censo 2022 registró una población de 387 habitantes que se repartieron entre 203 hombres y 184 mujeres. Sin embargo, las cifras obtenidas fueron estimativas solo teniendo en cuenta a la población en viviendas particulares; es decir, excluyendo del dato a la población institucional y las personas sin hogar. Gracias a este censo también fue posible conocer su densidad y tamaño urbano.
| Gráfica de evolución demográfica de Villa San Isidro entre 1991 y 2022 |
|                                                                        |
| Fuente: Censos nacionales del INDEC                                    |